# Controlling de l'égalité
 (août 2012).
Le controlling de l’égalité est un processus permettant de réaliser l’égalité entre femmes et hommes dans les entreprises, tant à l’interne (politique du personnel non discriminatoire) qu’à l’externe (produits et prestations de services non discriminatoires). La réalisation de l’égalité devient une tâche transversale permanente qui concerne tous les responsables hiérarchiques et tous les collaborateurs et collaboratrices. L’instrument a été élaboré en Suisse avec le soutien du Bureau fédéral de l’égalité entre femmes et hommes (aides financières prévues dans la loi sur l’égalité) et est utilisé dans des entreprises pilotes.

## Fondement et fonctionnement du controlling de l’égalité
Le controlling de l’égalité est fondé sur l’approche intégrée de l’égalité entre femmes et hommes, ou « gender mainstreaming ». Elle consiste à intégrer la dimension de genre dans l’ensemble des stratégies, des structures ainsi que des processus de planification et de pilotage de l’entreprise et à concevoir les projets de sorte qu’ils contribuent à améliorer l’égalité entre femmes et hommes. Il existe des rapports étroits entre cette approche et l’instrument de pilotage appelé « controlling » (planification, fixation des objectifs, gestion).
Le controlling de l’égalité est placé sous la responsabilité de la direction de l’entreprise. Pour assurer le succès du processus, il est nécessaire de recourir en outre à une méthode de management axée sur les objectifs, par exemple le « Management by Objectives ». Le controlling comporte quatre étapes: 
1) Diagnostic: Le diagnostic, qui consiste à dresser un état des lieux de l’égalité entre les sexes dans l’entreprise en général ou dans un domaine en particulier (par ex. la rémunération, les produits et prestations, etc.). Il permet de dépister les lacunes auxquelles il va falloir remédier. 
2) Objectifs stratégiques: La direction de l’entreprise définit, sur la base des résultats du diagnostic, les objectifs stratégiques de même que les données de référence pertinentes qui permettront d’évaluer dans quelle mesure ils auront été atteints (indicateurs). La direction détermine ainsi les priorités à respecter au cours des prochaines années en vue de réaliser l’égalité. 
3) Objectifs annuels: Une fois les objectifs stratégiques convenus, la direction définit d’entente avec les cadres supérieurs les objectifs annuels et les indicateurs. Les objectifs annuels sont fixés selon le principe SMART (Spécifique, Mesurable, Adapté et ciblé sur l’action, Réaliste, défini dans le Temps).
4) Mesures: La prochaîne étape consiste à élaborer et à mettre en œuvre les mesures qui permettront d’atteindre les objectifs fixés. Cette tâche incombe aux cadres supérieurs. Ils sont assistés par des spécialistes des questions d’égalité.
Ces quatre étapes font l’objet d’un reporting à intervalles réguliers, qui offre la possibilité de vérifier au cours du processus si les objectifs ont été atteints et les mesures prises efficaces.

## Utilisation de l’instrument
Le controlling de l’égalité crée la transparence en ce qui concerne la situation en matière d’égalité, la pertinence des objectifs et l’impact des mesures. Il permet donc d’agir de façon systématique, ce qui représente un avantage considérable par rapport à la promotion de l’égalité au moyen de projets ponctuels. Les spécialistes de l’égalité (responsables de l’égalité, spécialistes des questions de genre, etc.) dans les entreprises sont dès lors investis d’un nouveau rôle: Ils font office de centre de compétence chargé de dispenser des conseils, et délèguent aux cadres supérieurs la responsabilité de réaliser l’égalité. Ces derniers n’y parviennent qu’à la condition également de vouloir et pouvoir assumer cette responsabilité. Il s’agit qu’ils disposent de compétences suffisantes en matière de genre ou soient en mesure de les acquérir (par ex. en suivant une formation). Par conséquent, le controlling de l’égalité est avant tout indiqué dans les entreprises qui témoignent déjà d’une certaine sensibilité (susceptible d’être développée) à la dimension de genre. Afin d’en faciliter l’utilisation, divers instruments pragmatiques sont mis à disposition.

## Sources
- (de) Cet article est partiellement ou en totalité issu de l’article de Wikipédia en allemand intitulé « Gleichstellungs-Controlling » (voir la liste des auteurs).